# Wonokarto (Ngadirojo)
Wonokarto is een bestuurslaag in het regentschap Pacitan van de provincie Oost-Java, Indonesië. Wonokarto telt 3055 inwoners (volkstelling 2010).